# Wasserturm Mönchsberg

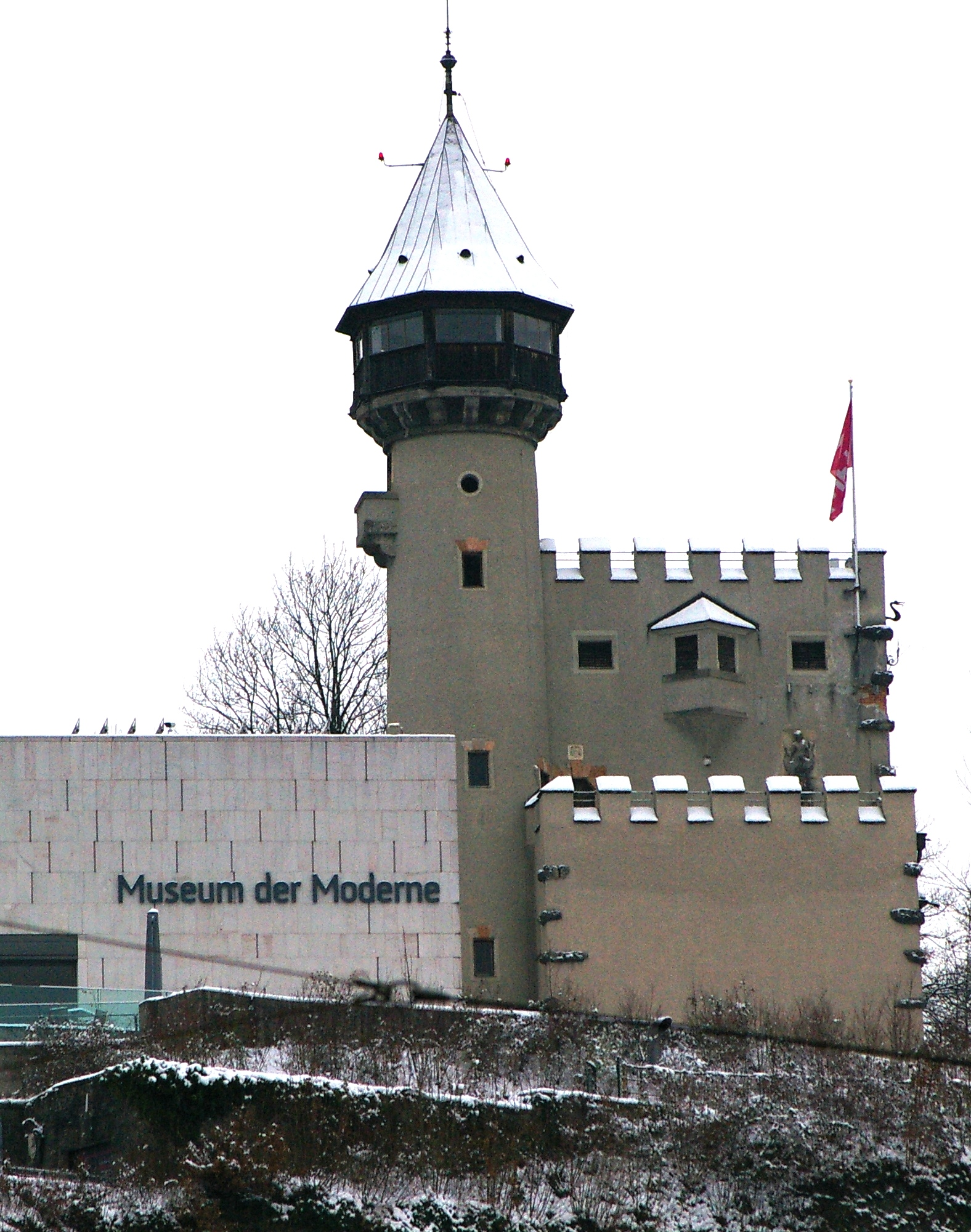
Wasserturm neben dem Museum der Moderne

Der Wasserturm auf dem Mönchsberg (seit 2014 Amalie-Redlich-Turm) ist ein 1891–1892 erbauter Turm auf dem Mönchsberg bei Salzburg.

## Geschichte
Der Bankier, Unternehmer und Elektrizitätswerksbesitzer Karl Leitner ließ 1890 den elektrisch betriebenen Mönchsbergaufzug und das „Restaurant elektrischer Aufzug“ erbauen. Durch die Beliebtheit des Restaurants war bald die Errichtung eines Eiskellers und Kühlbegäudes notwendig. Als dieses ließ Karl Leitner 1890 von Architekt Carl Demel in Manier einer Ritterburg einen Turm errichten. Dieser diente zur Kühlung von Getränken und Speisen, zur Einlagerung von Natureis und verfügte über einen Wassertank. Dieser sollte die Häuser, die Karl Leitner längs der östlichen Mönchsbergkante errichten wollte, mit Wasser versorgen. Eine tatsächlich gebaute Wasserleitung vom Gaisberg sollte den entsprechenden Wasserdruck garantieren. Der Turm diente zudem als Aussichtsturm für die Benutzer des elektrischen Aufzugs, das Panorama war eine besondere Attraktion. Die am Turm zur Zierde angebrachten Wappen wurden im Kunsthandel erworben.
Leitner ließ auch eine Straße über die Müllner Schanze hinauf auf den Mönchsberg errichten, ein von ihm angedachtes Villenviertel auf dem Mönchsberg kam aber nicht zur Ausführung.
In der Zeit des Café Winkler auf dem Mönchsberg diente der Wasserturm als Personalgebäude.
Heute ist er in das Konzept des Museum der Moderne Salzburg auf dem Mönchsberg einbezogen. Zu diesem Zweck hat die Stadt Salzburg 2007 den etwas baufälligen Turm dem Land überlassen. Der Turm wurde entkernt, der Wasserbehälter entfernt und das Gebäude für neue Zwecke adaptiert: für die Kunstvermittlung des Museum der Moderne Salzburg wurde ein Atelier eingerichtet, Büroräume und eine Artist-in-Residence-Studiowohnung errichtet. Dies war möglich durch eine Spende von Georg Jorisch (1928 in Wien – 2012 in Quebec), dem Enkel von Amalie Redlich (1868 in Budapest – 1941 in Łódź). Amalie Redlich war die rechtmäßigen Besitzerin des Gemäldes Litzlberg am Attersee (1915) von Gustav Klimt, das 1941 von der Gestapo beschlagnahmt wurde und über Friedrich Welz in den Bestand des Museum der Moderne Salzburg kam. Es wurde 2011 restituiert. Zur Erinnerung an Amalie Redlich wurde der Wasserturm 2014 in Amalie-Redlich-Turm umbenannt.
Neben dem Turm befindet sich ein unscheinbarer Bau, das Senderhaus der Radio-Verkehrs-AG (RAVAG) für den ersten Radiobetrieb in Salzburg aus dem Jahre 1930. Von diesem Sender aus wurde der Chor der Trappfamilie zum ersten Mal aufgenommen und gesendet. Zudem wurde von hier am 4. Mai 1945 die Rundfunkrede des Salzburger Kampfkommandanten Oberst Hans Lepperdinger ausgestrahlt, der darin Salzburg den Amerikanern zur freiwilligen Übergabe angeboten hat und damit die Stadt vor der Zerstörung gerettet hat.

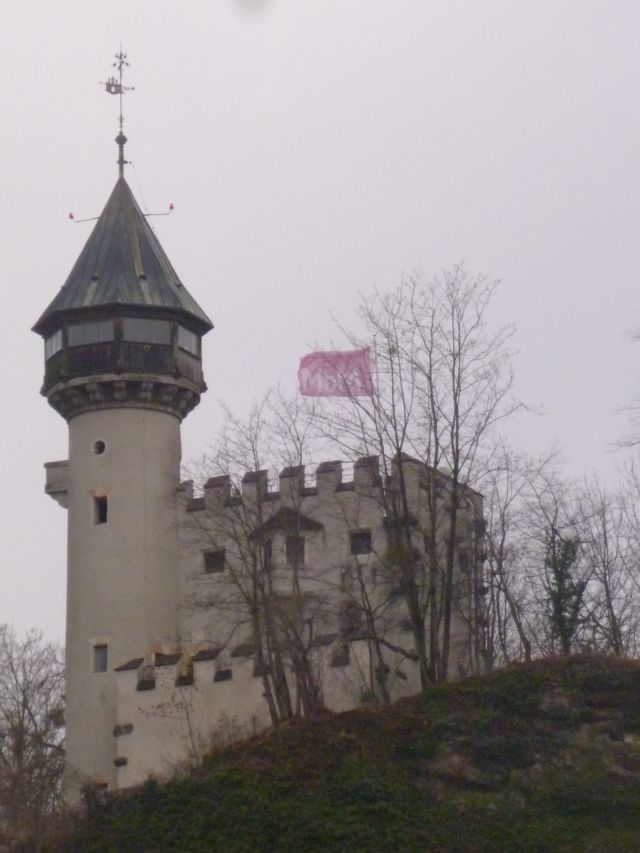
Wasserturm Mönchsberg
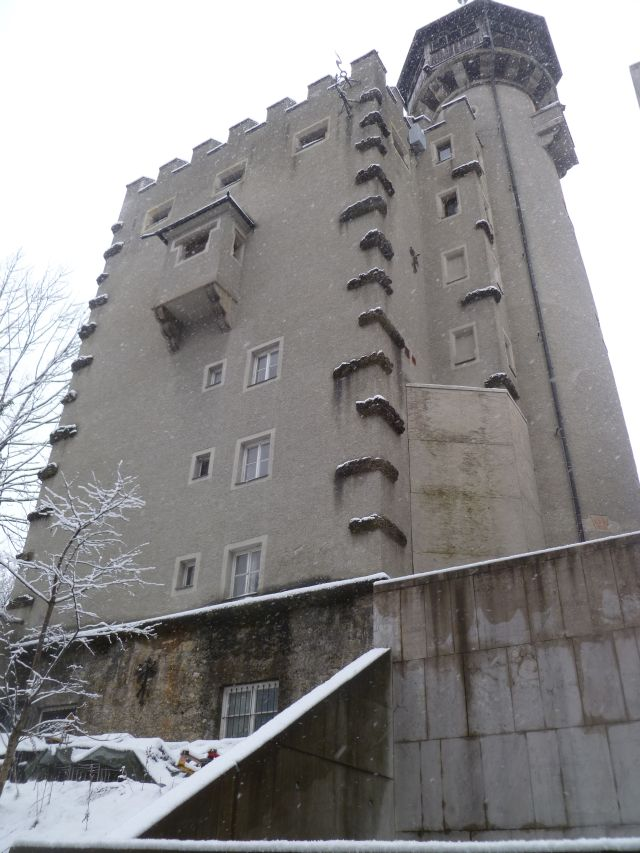
Wasserturm: Westansicht
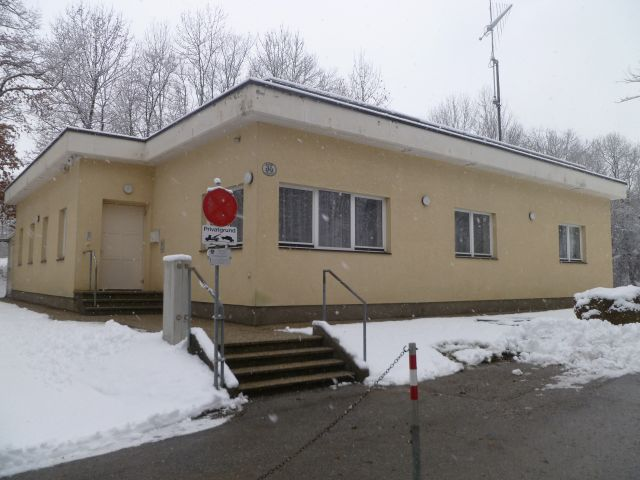
Senderhaus von 1930 neben dem Wasserturm
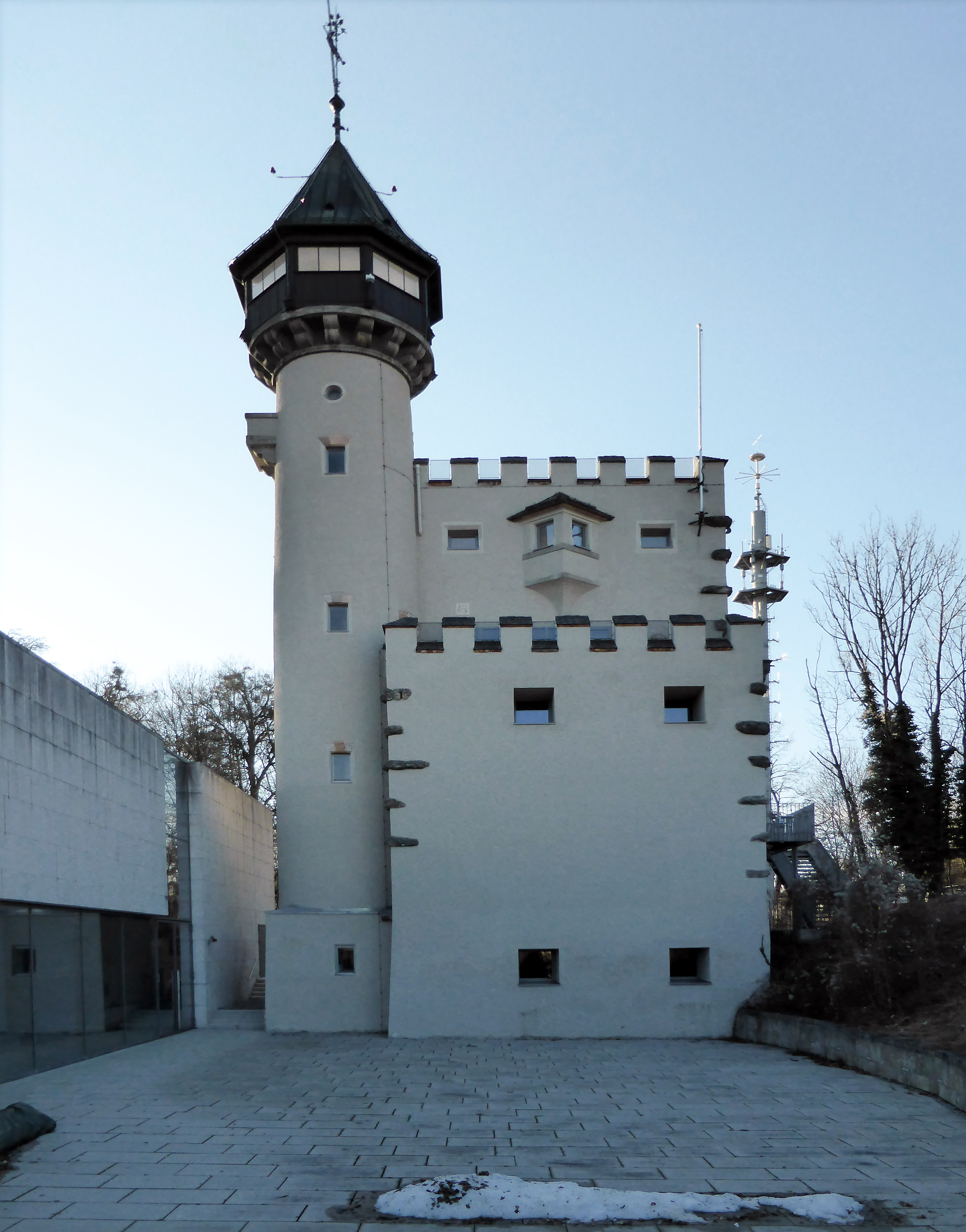
Wasserturm Mönchsberg 2017